# Гёда (город)
Гёда (яп. 行田市 Гё:да-си) — город в Японии, находящийся в префектуре Сайтама. Площадь города составляет 67,37 км², население — 82 952 человека (1 августа 2014), плотность населения — 1231,29 чел./км².

## Географическое положение
Город расположен на острове Хонсю в префектуре Сайтама региона Канто. С ним граничат города Кадзо, Кумагая, Коносу, Ханю.

## Население
Население города составляет 82 952 человека (1 августа 2014), а плотность — 1231,29 чел./км². Изменение численности населения с 1980 по 2005 годы:
| 1980 | 76 960 чел. |  |
| 1985 | 83 187 чел. |  |
| 1990 | 87 014 чел. |  |
| 1995 | 90 427 чел. |  |
| 2000 | 90 530 чел. |  |
| 2005 | 88 815 чел. |  |

## Символика
Деревом города считается гинкго, цветком — хризантема.

## Города-побратимы
- Кувана, Япония
- Сиракава, Япония